# Arcyz
Arcyz (ukrajinsky Арциз, rumunsky Arciz, rusky Арциз – Arciz, německy Arsiz) je město v Oděské oblasti na Ukrajině. Leží na soutoku Čahy a Kohylnyka zhruba 113 kilometrů na jihozápad od Oděsy v historické oblasti Besarábie. V roce 2022 žilo v Arcyzu zhruba čtrnáct tisíc obyvatel.

## Dějiny
Obec byla založena v roce 1816 německými osadníky, kteří přišli z Polska. Pojmenována byla podle bitvy u Arcis-sur-Aube.
Do roku 1918 byla součástí Ruského impéria. Mezi světovými válkami byla součástí Velkého Rumunska a od roku 1940 na základě paktu Ribbentrop–Molotov součástí Sovětského svazu.
Od roku 1963 je Arcyz městem.